# Вірменський обряд

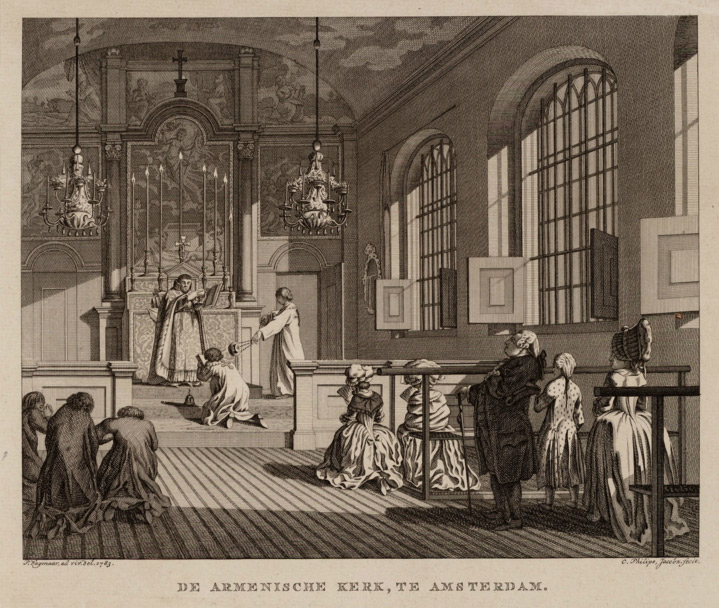
Вірменська церква в Амстердамі, 1783 рік

Вірме́нський обря́д — один зі східних літургійних обрядів. Використовується Вірменською апостольською церквою та Вірменською католицькою церквою.

## Історія
Вірменський обряд розвинувся в давнину у Вірменії після прийняття країною християнства. У своїх основних рисах обряд склався протягом IV і V століть. Первісною основою обряду були сирійські та грецькі традиції, однак вірменське богослужіння швидко набуло своєї специфіки, чому сприяв перехід на національну мову, яка у V столітті отримала свою писемність, а також певний ізоляціонізм Вірменської церкви протягом перших століть свого існування.
У V—VII століттях на вірменську літургію відчутно вплинуло грецьке єрусалимське богослужіння, що пояснюється зокрема й присутністю вірменської діаспори в Єрусалимі. У період IX—XIII століть вірменський обряд зазнав впливу візантійського богослужіння Константинопольського патріархату. У середньовічний період, починаючи від епохи хрестових походів, до нього проникла низка елементів латинського обряду.
Після утворення в Середньовіччі східнокатолицької вірменської церкви, вона також використовувала в богослужінні вірменський обряд, але дещо латинізований. У XIX столітті в цій церкві запанувала протилежна тенденція на очищення вірмено-католицького богослужіння від латинських запозичень. До кінця XX століття в богослужінні Вірменської апостольської та Вірменської католицької церков практично зникли розбіжності. Вірменський обряд виділяється серед інших християнських літургічних обрядів тим, що протягом всієї історії свого існування використовувався тільки в рамках однієї національно-культурної традиції.

## Літургія

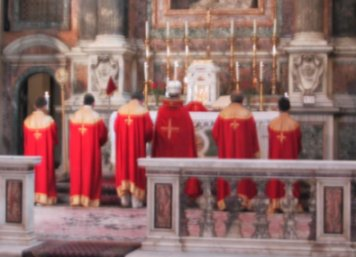
Фрагмент вірменської літургії

Літургія вірменського обряду дуже змінювалась протягом історії. З V століття основною літургією вірменської церкви була літургія Григорія Просвітителя, видозмінений варіант візантійської літургії Василія Великого. Незважаючи на це в церкві існувала певна літургійна різноманітність, вживалися у богослужінні й інші анафори. У X столітті вірменською мовою було перекладено літургію Василія Великого у вже розвиненій константинопольській формі, в XIII столітті — літургія Іоанна Златоуста. В цей же період вірменською було перекладено і дві анафори західно-сирійського типу. Однак, починаючи з X століття, головною (а починаючи з XIII століття практично єдиною) літургією вірменської церкви стає літургія Афанасія Великого, яка відрізнялася від давньої літургії Григорія Просвітителя значним візантійським впливом. Термін «літургія Григорія Просвітителя» за традицією продовжує іноді застосовуватися стосовно сучасної літургії вірменського обряду, незважаючи на те, що сучасна літургія дуже відрізняється від початкової, створеної в IV столітті. З візантійського обряду запозичено таємні молитви (особливо антифонні) і такі елементи, як прохальна єктенія, гімн «Єдинородний Сине», Великий вхід і Херувимська пісня. Вплив латинського обряду позначився в практиці старозавітних читань, місцезнаходженні Символу віри і включенні латинської молитви в кінець Літургії оглашенних.
Богослужбова мова вірменського обряду — грабар. Серед характерних особливостей вірменського обряду — використання в таїнстві Євхаристії нерозбавленого вина (вірменський — єдиний з християнських обрядів, використовує нерозбавлене вино) і опрісноків як літургійного хліба. Служіння на опрісноках є не латинським запозиченням, а споконвічною традицією. На відміну від дрібних латинських опрісноків — гостій, в літургії Вірменської церкви використовується один великий опріснок з віддрукованим зображенням Розп'яття. Як і в інших Давньосхідних церквах, у літургії вірменського обряду Трисвяте «святий Боже, Святий Кріпкий, Святий Безсмертний, помилуй нас» співається з додатком, що стосується події, яка святкується. Так на недільній літургії Трисвяте зазвичай співається як «святий Боже, Святий Кріпкий, Святий Безсмертний, що воскрес із мертвих, помилуй нас».
Одяг священиків та літургійні шати дуже близькі до візантійських. Священик на літургії обов'язково надягає митру, подібну до грецької, а єпископ аналогічну латинській. Особливий предмет богослужбового облачення — сандалі, які знімаються на період Євхаристійного канону і причащання. Богослужіння може супроводжуватися звучанням органу і рипід з бубонцями.
При здійсненні хресного знамення у вірменському обряді використовується триперстне складання, а порядок вчинення ознаки такої — праву руку зі складеними пальцями прикладають спочатку до чола, промовляючи: «Во ім'я Отця», потім трохи нижче грудей зі словами: «і Сина», далі на лівій стороні грудей: «і Духа», і на правій стороні грудей, зі словами: «Святого». Після цього долоню прикладають до грудей і вимовляють: «Амінь!».

## Богослужбові книги
У вірменському обряді використовуються такі богослужбові книги:
- Ч'ашоц (вірм. Ճաշոց) — біблійні читання, аналогічні лекціонарію[ru].
- Патарагатетр (вірм. Պատարագատետր) — чинослідування літургії.
- Жамагирк[[[[]]]] (вірм. Ժամագիրք) — книга часів, схожа з візантійським Часословом і латинським бревіарієм.
- Маштоц (вірм. Մաշտոց) — требник, містить чинослідування таїнств та інших священнодійств.

Маштоц дзернадрут'ян (вірм. Մաշտոց ձեռնադրութեան) — требник єпископа, складається зі слідувань хіротоній, доповнюючи Маштоц.
- Шаракан (вірм. Շարական) — збірка гімнів (шараканів).
- Айсмавурк (вірм. Յայսմավուրք) — містить короткі житія святих і повчання на свята.
- Тонацуйц (вірм. Տոնացույց) — перелік свят з читаннями та уставними вказівками (аналогічний типікону).

## Календар

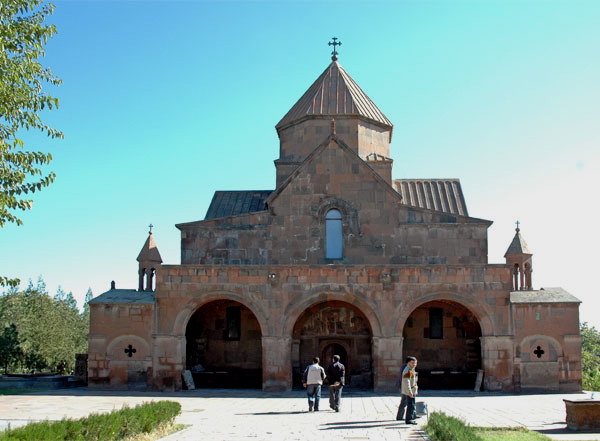
Церква св. Гаяне. Ечміадзін

У вірменському обряді існує встановлений Григорієм Просвітителем п'ятиденний Передовий піст, що починається за три тижні до Великого посту.
Вірменська апостольська церква відзначає Різдво Христове і Хрещення Господнє 6 січня, в один день під загальною назвою Богоявлення. Вірменська католицька церква, як і більшість східних католицьких церков і Латинська церква, 6 січня святкує Богоявлення, Різдво ж святкує окремо 25 грудня.
Богослужіння добового кола складається з 9 канонічних часів (слідувань), але в сучасній практиці зазвичай правляться далеко не всі часи. Полуношниця і рання, як правило, з'єднуються.

## Облаштування храму
Вірменські храми мають низку особливостей. Простір храму поділяється на три різновеликі частини. В основній, нижній частині храму розташовуються віряни. Далі, на сходинку вище від основного простору храму, йде солея. Далі, на високому вівтарі розташовується Престол. Праворуч від Престолу (зліва з боку віруючих) у стіні вівтарної апсиди знаходиться ніша для чаші з Дарами, які виносяться на Престол під час літургії.
Вівтар з Престолом відділяється від іншої частини храму завісою, яку відкривають і закривають відповідно чину богослужіння. На відміну від візантійського обряду, де вівтар закритий іконостасом, вірменська літургія проходить відкрито. Тільки у Великий піст Літургія служиться з закритою завісою.